# El Palmar (Quetzaltenango)
El Palmar (por la variedad de palmas de su vegetación) es un municipio del departamento de Quetzaltenango, localizado a 35 km de la ciudad de Quetzaltenango y a 178 km de la Ciudad de Guatemala en la región sur-occidente de la República de Guatemala. Celebra su fiesta titular en honor a Santiago Apóstol el 25 de julio.
Se considera como fecha de su creación como municipio el 17 de octubre de 1873, cuando el gobierno del general Justo Rufino Barrios expropió las tierras comunales de los indígenas para subastarlas entre sus correligionarios liberales como parte de la Reforma Agraria que se impulsó tras el triunfo de la Revolución Liberal de 1871.
Después de la erupción del volcán Santa María en 1902, que destruyó el occidente de Guatemala, la actividad del volcán se mantuvo, al punto que en 1923 otra violenta erupción formó el volcán Santiaguito.  Desde su formación, El Palmar fue víctima de las erupciones del nuevo volcán, hasta que fue totalmene destruido en 1986, y tuvo que trasladarse a una nueva ubicación llamada «Nuevo Palmar».

## Toponimia
Cuando el municipio de Momostenango se fundó, los pobladores del municipio tenían que ir a otros lugar para incrementar su extensión territorial. Llegaron al territorio de El Palmar y lo nombraron con ese nombre debido a la variedad de palmas que existían dentro de su vegetación.

## División política
Cuenta con un total de dos aldeas y seis caseríos que son:
| Categoría | Listado                                                                                 |
| --------- | --------------------------------------------------------------------------------------- |
| Aldeas    | Niminá y San Miguelito Calahuache                                                       |
| Caseríos  | La Estancia, Monte Margarita, San Pedrito, Ojo de Agua, Belén y San Antonio Buena Vista |

Costumbres y Tradiciones:
El municipio de El Palmar cuenta con muchas costumbres y tradiciones que se practican actualmente: por ejemplo tenemos bailes tradicionales como el convite típico, baile que se realiza en la feria titular del municipio el 25 de julio de cada año organizada por la agrupación cultural palmarense "Santiago Apóstol", cuyo fundador es el profesor Frisly Mazariegos, y que refleja la vivencia palmarense en sus costumbres y tradiciones. 

### Aldea Niminá
Es una comunidad pequeña con un pequeño territorio, y una población aproximada de 2200 personas. Originalmente eran nueve habitantes, con casas bastante alejadas unas de otras; las familias originales eran Mazariegos, De León, Calderón, Reyes, Pérez y Ramírez: todas ellas eran originarias de San Carlos Sija, con excepción de las familias Pérez y Ramírez. Su fiesta más concurrida es el Viernes Santo, por la dramatización a su manera de la crucifixión.  
En el siglo XXI Niminá, cuenta con centro adoquinado y calles pavimentadas, y numerosos servicios de salud y comercio, incluyendo uno de transporte de Niminá a Retalhuleu, destino donde se comercializan los productos que ofrece la comunidad.[cita requerida]

## Geografía física
El municipio de El Palmar cuenta con una extensión territorial de 149 km².

### Clima
La cabecera municipal de El Palmar tiene clima tropical (Köppen: Am).
| Parámetros climáticos promedio de El Palmar | Parámetros climáticos promedio de El Palmar | Parámetros climáticos promedio de El Palmar | Parámetros climáticos promedio de El Palmar | Parámetros climáticos promedio de El Palmar | Parámetros climáticos promedio de El Palmar | Parámetros climáticos promedio de El Palmar | Parámetros climáticos promedio de El Palmar | Parámetros climáticos promedio de El Palmar | Parámetros climáticos promedio de El Palmar | Parámetros climáticos promedio de El Palmar | Parámetros climáticos promedio de El Palmar | Parámetros climáticos promedio de El Palmar | Parámetros climáticos promedio de El Palmar |
| Mes                                         | Ene.                                        | Feb.                                        | Mar.                                        | Abr.                                        | May.                                        | Jun.                                        | Jul.                                        | Ago.                                        | Sep.                                        | Oct.                                        | Nov.                                        | Dic.                                        | Anual                                       |
| ------------------------------------------- | ------------------------------------------- | ------------------------------------------- | ------------------------------------------- | ------------------------------------------- | ------------------------------------------- | ------------------------------------------- | ------------------------------------------- | ------------------------------------------- | ------------------------------------------- | ------------------------------------------- | ------------------------------------------- | ------------------------------------------- | ------------------------------------------- |
| Temp. máx. media (°C)                       | 28.2                                        | 28.7                                        | 29.4                                        | 29.4                                        | 29.1                                        | 27.9                                        | 28.5                                        | 28.8                                        | 27.8                                        | 27.4                                        | 27.9                                        | 28.1                                        | 28.4                                        |
| Temp. media (°C)                            | 21.9                                        | 22.4                                        | 23.2                                        | 23.7                                        | 23.8                                        | 23.1                                        | 23.3                                        | 23.5                                        | 22.9                                        | 22.6                                        | 22.5                                        | 22.1                                        | 22.9                                        |
| Temp. mín. media (°C)                       | 15.7                                        | 16.2                                        | 17.1                                        | 18.0                                        | 18.5                                        | 18.3                                        | 18.1                                        | 18.2                                        | 18.1                                        | 17.8                                        | 17.2                                        | 16.2                                        | 17.5                                        |
| Precipitación total (mm)                    | 29                                          | 29                                          | 75                                          | 182                                         | 452                                         | 666                                         | 502                                         | 565                                         | 709                                         | 633                                         | 208                                         | 57                                          | 4107                                        |
| Fuente: Climate-Data.org                    |                                             |                                             |                                             |                                             |                                             |                                             |                                             |                                             |                                             |                                             |                                             |                                             |                                             |

### Ubicación geográfica
El municipio de El Palmar se encuentra en la parte sureste del departamento de Quetzaltenango. Se encuentra a una distancia de 33 km de la cabecera departamental Quetzaltenango. 
Sus colindancias son:
- Norte: Colomba, San Martín Sacatepéquez y Concepción Chiquirichapa, municipios del departamento de Quetzaltenango
- Este: Colomba, municipio del departamento de Quetzaltenango y Nuevo San Carlos municipio del departamento de Retalhuleu
- Oeste: Zunil, municipio del departamento de Quetzaltenango y San Felipe municipio del departamento de Retalhuleu
- Sur:  Nuevo San Carlos y San Felipe, municipios del departamento de Retalhuleu

| Noroeste: Colomba          | Norte: Colomba San Martín Sacatepéquez Concepción Chiquirichapa | Nordeste: Zunil     |
|                            |                                                                 |                     |
| Suroeste: Nuevo San Carlos | Sur: Nuevo San Carlos San Felipe                                | Sureste: San Felipe |

## Gobierno municipal
Los municipios se encuentran regulados en diversas leyes de la República, que establecen su forma de organización, lo relativo a la conformación de sus órganos administrativos y los tributos destinados para los mismos.  Aunque se trata de entidades autónomas, se encuentran sujetos a la legislación nacional y las principales leyes que los rigen desde 1985 son:
| N.º | Ley                                                | Descripción |
| --- | -------------------------------------------------- | --- |
| 1   | Constitución Política de la República de Guatemala | Tiene una regulación legal específica para los municipios en los artículos 253 al 262. |
| 2   | Ley Electoral y de Partidos Políticos              | Ley de carácter constitucional aplicable a los municipios en el tema de la conformación de sus autoridades electas. |
| 3   | Código Municipal                                   | Decreto 12-2002 del Congreso de la República de Guatemala. Tiene la categoría de ley ordinaria y contiene preceptos generales aplicables a todos los municipios, e inclusive contiene legislación referente a la creación de los municipios.             |
| 4   | Ley de Servicio Municipal                          | Decreto 1-87 del Congreso de la República de Guatemala. Regula las relaciones entra la municipalidad y los servidores públicos en materia laboral. Tiene su base constitucional en el artículo 262 de la constitución que ordena la emisión de la misma. |
| 5   | Ley General de Descentralización                   | Decreto 14-2002 del Congreso de la República de Guatemala. Regula el deber constitucional del Estado, y por ende del municipio, de promover y aplicar la descentralización y desconcentración económica y administrativa.                                |

El gobierno de los municipios está a cargo de un Concejo Municipal mientras que el código municipal —ley ordinaria que contiene disposiciones que se aplican a todos los municipios— establece que «el concejo municipal es el órgano colegiado superior de deliberación y de decisión de los asuntos municipales […] y tiene su sede en la circunscripción de la cabecera municipal»; el artículo 33 del mencionado código establece que «[le] corresponde con exclusividad al concejo municipal el ejercicio del gobierno del municipio».
El concejo municipal se integra con el alcalde, los síndicos y concejales, electos directamente por sufragio universal y secreto para un período de cuatro años, pudiendo ser reelectos.
Existen también las Alcaldías Auxiliares, los Comités Comunitarios de Desarrollo (COCODE), el Comité Municipal del Desarrollo (COMUDE), las asociaciones culturales y las comisiones de trabajo. Los alcaldes auxiliares son elegidos por las comunidades de acuerdo a sus principios y tradiciones, y se reúnen con el alcalde municipal el primer domingo de cada mes, mientras que los Comités Comunitarios de Desarrollo y el Comité Municipal de Desarrollo organizan y facilitan la participación de las comunidades priorizando necesidades y problemas.
Los alcaldes que ha habido en el municipio son:
- 2012-2016: René Haroldo Ramírez[7]

## Historia

### Tras la Reforma Liberal
El poblado prosperó lentamente, con pobladores que arribaron de municipios de Totonicapán y vivieron allí hasta 1846. Debido a los problemas de los derechos del territorio fueron obligados a trasladarse a otro lugar; tras la Reforma Liberal de 1871, siguiendo los lineamientos de la Reforma Agraria impulsada por el gobierno de Justo Rufino Barrios para favorecer a sus correligionarios, el municipio se formó tras la expropiación de tierras comunales de los indígenas de la región por medio del siguiente decreto, del 17 de octubre de 1873:
| Palacio Nacional, Guatemala, octubre 17 de 1873 Considerando: que la feracidad de los terrenos baldíos del Palmar, es tan grande que, segun se asegura, no puede apreciarse el valor de cada caballería de tierra en menos de mil pesos; siendo muy probable que sacas al asta pública, se rematen en un precio más subido al señalado en el acuerdo de 22 de julio del corriente año, atendiendo a que el número de las solicitudes excede al de las que existen y pueden concederse; que enajenándose por el precio de quinientos pesos que fija el citado acuerdo, la Hacienda públia sufriría un verdadero perjuicio en provecho tal vez, no de los agricultores, sino de especuladores, que ahora solicitan los terrenos para venderlos despues tal vez en mayor cantidad; que el plazo fijado por el referido acuerdo para el pago del valor de las tierras, es también gravoso a la Hacienda Pública, ya por los cuantiosos gastos que tiene que hacer en la actualidad, ya porque, en virtud de las circunstancias indicadas, es muy natural esperar que haya postores dispuestos a satisfacer al contado o dentro de un breve término el precio de las tierras que rematen; que a solicitud de los pueblos de Santa María de Jesús y El Palmar, el Gobierno acordó que para terminar la cuestión pendiente, se adjudicará a cada uno de ellos una legua cuadrada de los baldíos de que se trata; y que si se considera el poco provecho que los indígenas sacan de sus tierras, la costumbre que tienen de dejarlas incultas en su mayor parte, la necesidad que la Hacienda Pública tiene de fondos y la conveniencia de que los baldíos en cuestión pasen a manos de empresarios que los exploten, no solo en su provecho, sino en beneficio general de la agricultura, no podía desconocerse la utilidad de reduciar aquella concesión adjudicando a Santa María dieciocho caballerías y doce al Palmar. Por tanto, el general Presidente de la República tiene a bien acordar: 1. Que los terrenos concedidos a los citados pueblos se limiten al número de treinta caballerías, de las cuales se adjudicarán doce a El Palmar y dieciocho a Santa María de Jesús. 2. Que por la Jefatura Política del departamento de Quezaltenango se proceda al remate de las caballerías restantes del Palamar; en el concepto de que la subasta se verificará en el mejor postor, así en cuanto al precio y demás condiciones de la postura, como respecto al plazo que se proponga para el pago, y que en ningún caso podrá exceder de un año. 3. Que el remate se verifique en la base de mil pesos caballería, no pudiendo admitirse ninguna postura que baje de las dos terceras partes de esa cantidad. 4. Que respecto a los poseedores de terrenos cultivados en El Palmar se observe lo dispuesto en los artículo 1 y 2 del acuerdo del 22 de julio del corriente año, en el concepto de que perderán esa gracia si en el preciso término de tres meses contados desde esta fecha, no justificaren, ante la Jefatura Política de Quezaltenango, haber estado en posesión de dichos terrenos con anterioridad a la citada disposición. 5. Que verificado el remate de los lotes que comprende El Palmar, la Jefatura de Quezaltenango dé cuenta al Gobierno con los expedientes para la concesión de los respectivos títulos y pago de las sumas que hayan de cubrise de contado, y que deberán entrearse en la Tesorería general. 6. y que en estos términos quede reformado el acuerdo ya citado del 22 de julio, con expresa declaratorio de que las disposiciones del presente se limitan a las tierras del Palmar. —General Presidente, Justo Rufino Barrios Marco Aurelio Soto Recopilación de las Leyes de la República de Guatemala, 1871-1881 |

### Erupciones
El municipio fue víctima de muchas erupciones. A finales del año de 1923 hizo erupción el volcán Santa María arrasando a muchas vidas y destruyendo a casi todo el territorio. Gracias a la erupción se formó el volcán Santiaguito. La segunda erupción sucedió en 1929 provocado por el volcán Santiaguito destruyendo grandes terrenos de agricultura. La tercera erupción la provocó el mismo volcán en 1954 dañando nuevamente a muchos terrenos de agricultura. La cuarta erpución también fue provocada por el volcán Santiaguito en 1983 destruyendo el rastro municipal. La quinta erupción se produjo en mismo año por el volcán Santiaguito y esta vez destruyó por completo la cabecera municipal.
La erupción —tipo peleana— más grande del volcán ocurrió en 1929, la cual mató a aproximadamente 2500 personas. Mucho del material expulsado es arrastrado por las lluvias produciendo lahares que siguen el cauce de los ríos que nacen en sus faldas. Este tipo de peligro obligó al traslado de la población de El Palmar.

### Traslado
Debido a las grandes cantidades de destrozos que provocaron las erupciones, desde de 1983 los pobladores planificaron el traslado del municipio en un lugar adecuado. Después de 3 años, en 1986 el municipio se trasladó en la finca San José en donde se encuentra actualmente la cabecera municipal. Poco a poco las familias afectadas se trasladaron al nuevo lugar y se finalizó en el año 1988.